# Mulguraea
Mulguraea, biljni rod iz porodice Verbenaceae (sporiševke) smješten u tribus Verbeneae.  Na popisu je 11 vrsta iz Južne Amerike

## Etimologija
Latinsko ime roda Mulguraea je u čast Maríe E. Múlgura (r. 1943.), argentinske botaničarke. Također je bila kustos i profesor na Institutu de Botánica Darwinion, San Isidro, Buenos Aires, a također je bila specijalistica za Junelliju. Prvi put je opisan i objavljen u Syst. Bot. Vol.34 na stranici 782 u 2009.

## Opis
Grmovi.

## Vrste
1. Mulguraea arequipensis (Botta) N.O'Leary & P.Peralta
2. Mulguraea asparagoides (Gillies & Hook.) N.O'Leary & P.Peralta
3. Mulguraea aspera (Gillies & Hook.) N.O'Leary & P.Peralta
4. Mulguraea cedroides (Sandwith) N.O'Leary & P.Peralta
5. Mulguraea cinerascens (Schauer) N.O'Leary & P.Peralta
6. Mulguraea echegarayi (Hieron.) N.O'Leary & P.Peralta
7. Mulguraea hystrix (Phil.) N.O'Leary & P.Peralta
8. Mulguraea ligustrina (Lag.) N.O'Leary & P.Peralta
9. Mulguraea scoparia (Gillies & Hook.) N.O'Leary & P.Peralta
10. Mulguraea tetragonocalyx (Tronc.) N.O'Leary & P.Peralta
11. Mulguraea tridens (Lag.) N.O'Leary & P.Peralta